# Vivarail
Vivarail was een Brits bedrijf dat afgeschreven metrostellen van de Londense metro ombouwde voor een tweede leven als treinstel type D-Train. De productie van de treinstellen vond plaats in Long Marston. In november 2022 vroeg het bedrijf surseance van betaling aan  en in februari 2023 werd het bedrijf geliquideerd. Spoorwegbedrijf GWR nam spoorwegmaterieel, apparatuur en technische kennis over. Ook 9 ex Vivarail personeelsleden werden overgenomen.

## D78-Stock
Tussen 1980 en 1983 werden bij de Londense metro 150 treinstellen van het type D78 Stock afgeleverd, die waren gebouwd door Metro Cammell. Een 6-wagentrein bestaat uit twee permanent gekoppelde driewagenstellen. Er zijn twee soorten driewagenstellen: 130 stuks bestaande uit motorrijtuig met cabine (DM, driving motor), niet gemotoriseerd tussenrijtuig (T, trailer) en motorrijtuig zonder cabine (UNDM, uncoupling non driving motor). De overige 20 treinstellen hebben aan beide kanten een cabine, en zouden dus als losse treinstellen kunnen rijden. Hun samenstelling is DM - T - DM. De treinstellen reden op de District Line. In januari 2015 begon de afvoer van dit materieel, wat tot april 2017 duurde.

## Van D-Stock naar D-train

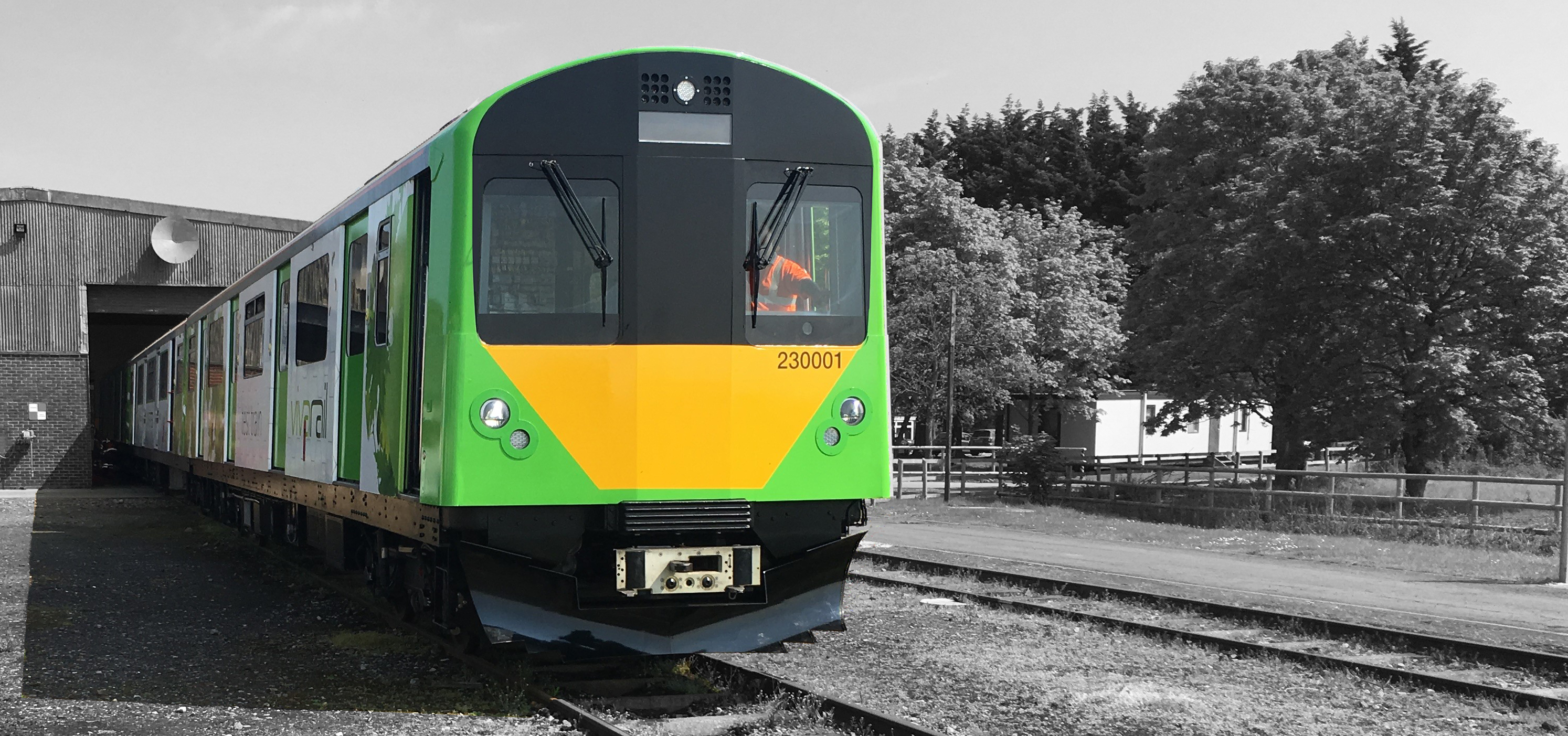
Een treinstel Class 230

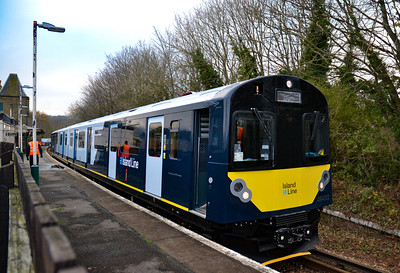
een treinstel class 484 op het eiland Wight

Vanwege de goede staat waarin de treinstellen van de D78-stock verkeren, heeft Vivarail in 2014 226 rijtuigen (156 motorrijtuigen met cabine en 70 tussenrijtuigen) opgekocht om ze om te bouwen tot een 2- of 3-wagentreinstel, ingericht naar de wensen van de klant. Als eerste werden er diesel-elektrische treinstellen Class 230 ontwikkeld die op het Britse spoorwegnet kunnen worden ingezet. In 2015 was een prototype gereed, dat een jaar later echter door brand werd verwoest. In mei 2018 werd het eerste van de drie door London Northwestern Railway bestelde dieseltreinstellen afgeleverd, terwijl op 23 april 2019 de eerste officiële treindienst werd gereden.
In 2018 werd een versie als accutreinstel gedemonstreerd. De elektrische apparatuur voor deze treinstellen wordt geleverd door het Nederlandse bedrijf Strukton Rolling Stock. Vivarail won met deze trein de Rail Industry Innovation Environment Award. Transport for Wales heeft een exemplaar besteld.
In 2020/21 leverde Vivarail 5 elektrische tweewagentreinstellen Class  484 aan de Island Line op het eiland Wight. Deze uit de D78-Stock verbouwde treinstellen vervingen de 80 jaar oude treinstellen Class 483 die daar sinds 1989 reden (Class 483 is overigens ook afkomstig van de Londense metro). De treinstellen hebben een doorloopmogelijkheid tussen de twee rijtuigen, iets wat de D78 Stock niet had.
Tijdens de Klimaatconferentie van Glasgow 2021 maakte een accutreinstel demonstratieritten over niet geëlektrificeerde lijnen rond Glasgow met o.a. Prins Charles aan boord.
In 2021 leverde Vivrail accustreinstellen aan een Amerikaanse ondernemer die in diverse steden in de Verenigde Staten een pop-up metro wil beginnen op sporen die nu alleen door goederentreinen worden gebruikt.